# Unasur
De Sydamerikanske nationers forbund (spansk: Unión de Naciones Suramericanas – UNASUR, portugisisk: União de Nações Sul-Americanas – UNASUL, hollandsk: Unie van Zuid-Amerikaanse Naties – UZAN) blev etableret i 2008 som et forsøg på at sammenlægge de to bestående sydamerikanske frihandelsområder; Mercosur og den Andiske Sammenslutning som et led i regional sydamerikansk integration. Unasur er grundlagt efter EU-modellen. På et tidspunkt bestod sammenslutningen af 12 sydamerikanske lande, men i 2018 meldte flere lande sig ud, bl.a. Argentina og Brasilien, bl.a. som protest over ledelsesforholdene i Venezuela. I dag er der fire medlemmer: Bolivia, Guyana, Surinam og Venezuela. 
En ny sammenslutning som en konkurrent og erstatning for UNASUR blev dannet i 2019: PROSUR (Forum for the Progress and Integration of South America).

## Medlemskab
| Medlemmer af Unasur |
| Bolivia             |
| Guyana              |
| Surinam             |
| Venezuela           |

## Tidligere medlemmer
| Tidligere medlemmer af Unasur |
| Argentina                     |
| Brasilien                     |
| Chile                         |
| Colombia                      |
| Ecuador                       |
| Paraguay                      |
| Peru                          |
| Uruguay                       |